# Manuel Machata
Manuel Machata (Berchtesgaden, 18 de abril de 1984) es un deportista alemán que compitió en bobsleigh en las modalidades doble y cuádruple.
Ganó tres medallas en el Campeonato Mundial de Bobsleigh, en los años 2011 y 2012, y una medalla de oro en el Campeonato Europeo de Bobsleigh de 2011.

## Palmarés internacional
| Campeonato Mundial | Campeonato Mundial           | Campeonato Mundial | Campeonato Mundial |
| Año                | Lugar                        | Medalla            | Prueba             |
| ------------------ | ---------------------------- | ------------------ | ------------------ |
| 2011               | Königssee (Alemania)         | Medalla de oro     | Cuádruple          |
| 2011               | Königssee (Alemania)         | Medalla de plata   | Doble              |
| 2012               | Lake Placid (Estados Unidos) | Medalla de bronce  | Cuádruple          |
| Campeonato Europeo |                              |                    |                    |
| Año                | Lugar                        | Medalla            | Prueba             |
| 2011               | Winterberg (Alemania)        | Medalla de oro     | Cuádruple          |